# Misión de San Francisco de Asís del Valle de Tilaco
La misión de San Francisco de Asís del Valle de Tilaco es uno de los monumentos históricos más importantes del municipio de Landa de Matamoros y de la región de la Sierra Gorda de Querétaro. 
Su estilo barroco en la portada es un intento de resurgimiento, ya que fue de las últimas construcciones del estilo que se hicieron en el territorio de Nueva España. La construcción de esta misión se atribuye a fray Junípero Serra.

## Arquitectura
El conjunto arquitectónico consta con un templo con planta de cruz latina con coro y transeptos, torre baptisterio, sacristía, claustro, portal de peregrinos, atrio con cruz, capillas pozas y huerto y cuya disposición arquitectónica de los espacios difieren respecto al de las demás misiones. 
Su construcción está realizada mediante muros de mampostería de piedra de 85 cm de espesor, con cubiertas de bóveda de cañón corrida y cúpula octagonal con tambor en el crucero, además de contar con cubiertas planas con viguería en los accesos.

## Fachada
Poseedora de la más pequeña de las fachadas de las cinco misiones, no por ello deja de tener una de las más variadas iconografías existentes en el hemisferio occidental. Su exuberancia ornamental es de estilo barroco salomónico y estípite. Consta de tres cuerpos rematados por un gran florón y está profusamente ornamentada con motivos vegetales.